# Eral
Eral è una suddivisione dell'India, classificata come town panchayat, di 9.284 abitanti, situata nel distretto di Thoothukudi, nello stato federato del Tamil Nadu. In base al numero di abitanti la città rientra nella classe V (da 5.000 a 9.999 persone).

## Geografia fisica
La città è situata a 8° 37' 60 N e 78° 1' 0 E e ha un'altitudine di 12 m s.l.m..

## Società

### Evoluzione demografica
Al censimento del 2001 la popolazione di Eral assommava a 9.284 persone, delle quali 4.584 maschi e 4.700 femmine. I bambini di età inferiore o uguale ai sei anni assommavano a 1.022, dei quali 539 maschi e 483 femmine. Infine, coloro che erano in grado di saper almeno leggere e scrivere erano 7.513, dei quali 3.838 maschi e 3.675 femmine.